# Kangerluk
Kangerluk (ortografia antiga: Kangerdluk) é um assentamento no município de Qaasuitsup, oeste da Gronelândia, localizado na costa sudoeste da Ilha de Disko. Tinha 33 habitantes em 2010.

## População
O assentamento está se despovoando rapidamente, tendo perdido mais de metade da população em relação a 2000. Se a tendência continuar igual por alguns anos, Kangerluk será abandonado.